# Divieto e obbligo di dimora
Il divieto e obbligo di dimora è una misura cautelare personale, coercitiva e obbligatoria, prevista e disciplinata dall'art. 283 del codice di procedura penale italiano.

## Disciplina

### Presupposti
La misura, disposta dal giudice su richiesta del pubblico ministero, impone all'imputato (o all'indagato):
- di non dimorare in un determinato luogo e di non accedervi senza l'autorizzazione del giudice che procede (divieto di dimora);
- di non allontanarsi, senza l'autorizzazione del giudice medesimo, dal territorio del comune di dimora abituale (obbligo di dimora).

### Limiti territoriali
In via generale, l'ambito di riferimento territoriale per l'applicazione del divieto di allontanamento è il comune di dimora abituale. In alcune specifiche ipotesi, tuttavia, il destinatario della misura può essere tenuto a non allontanarsi:
- da una frazione inclusa nel comune di dimora abituale, qualora si debba assicurare un più efficace controllo, o il comune di dimora abituale non sia sede di ufficio di polizia;
- da un comune diverso da quello della dimora abituale (incluso preferibilmente nella provincia e comunque nell'ambito della regione ove è ubicato il comune di abituale dimora), qualora la permanenza dell'imputato nel luogo di dimora abituale non garantisca adeguatamente le esigenze cautelari, considerata la personalità del soggetto e le condizioni ambientali;
- dall'abitazione, in alcune ore del giorno e senza pregiudizio per le normali esigenze di lavoro.

Nel determinare i limiti territoriali delle prescrizioni, il giudice considera, per quanto è possibile, le esigenze di alloggio, di lavoro e di assistenza dell'imputato; quando si tratta di persona tossicodipendente o alcooldipendente che abbia in corso un programma terapeutico di recupero nell'ambito di una struttura autorizzata, inoltre, il giudice stabilisce i controlli necessari per accertare che il programma di recupero prosegua.

### Modalità esecutive
Nel disporre l'obbligo di dimora, il giudice indica l'autorità di polizia alla quale l'imputato deve presentarsi e dichiarare il luogo ove fisserà la propria abitazione. Il giudice può prescrivere all'imputato di dichiarare all'autorità di polizia gli orari e i luoghi in cui sarà quotidianamente reperibile per i necessari controlli, con obbligo di comunicare preventivamente alla stessa autorità le eventuali variazioni dei luoghi e degli orari predetti.
Dei provvedimenti del giudice è data in ogni caso immediata comunicazione all'autorità di polizia competente, che ne vigila l'osservanza e fa rapporto al pubblico ministero di ogni infrazione.